# Джомда
Джомда (тиб. འཇོ་མདའ་རྫོང་, Вайли: jo mda, кит. упр. 江达县, пиньинь Jiāngdá xiàn) — уезд в городском округе Чамдо, Тибетский автономный район, КНР.

## История
Уезд был создан в 1959 году

## Административное деление
Уезд делится на 2 посёлка и 11 волостей:
- Посёлок Джомда (江达镇)
- Посёлок Гамтог (岗托镇)
- Волость Чонгкор (邓柯乡)
- Волость Убай (岩比乡)
- Волость Карганг (卡贡乡)
- Волость Сибда (生达乡)
- Волость Ньаши (娘西乡)
- Волость Зигар (字呷乡)
- Волость Чуньидо (青泥洞乡)
- Волость Войнбодой (汪布顶乡)
- Волость Дердойн (德登乡)
- Волость Донгпу (同普乡)
- Волость Боло (波罗乡)